# 길안 임씨
길안 임씨(吉安 林氏)는 경상북도 안동시 길안면을 본관으로 하는 한국의 성씨이다. 시조 임박(林樸)은 고려에서 문과에 급제했으며, 홍건적의 침입으로 개경(開京)이 함락되자 원사(元師) 김득배(金得培)의 참모로서 전략을 세우며 임금이 피난갈 때 사적(史籍), 예서(禮書) 등을 땅에 묻어 일부를 보전했다.
이후 원나라에서 덕흥군(德興君)을 고려의 임금으로 받들고 가라는 명을 거역했으며, 이후 고려에서 여러 관직을 지냈다.

## 참고 자료
- “길안임씨(吉安林氏)”. 뿌리를 찾아서.[깨진 링크(과거 내용 찾기)]